# Boston
Boston è una città degli Stati Uniti d'America, capoluogo della contea di Suffolk e capitale del Commonwealth del Massachusetts. È la città più grande dello Stato e della Nuova Inghilterra, nonché il centro economico e culturale più importante. Nel 2018 aveva una popolazione stimata di 694 583 abitanti, che la rende la ventunesima città più grande della federazione. La città è il fulcro di un'area metropolitana più grande chiamata Greater Boston, che ospita 4,5 milioni di persone ed è la decima più grande del Paese.
Tra le più antiche città degli Stati Uniti, Boston è stata fondata sulla penisola di Shawmut nel 1630 da un gruppo di coloni puritani provenienti dall'Inghilterra. È stata teatro di numerosi eventi della rivoluzione americana come il massacro di Boston, il Boston Tea Party, la battaglia di Bunker Hill e l'assedio di Boston. Mediante le bonifiche dei territori circostanti e le progressive annessioni comunali, Boston si è espansa ben oltre la penisola che fu l'insediamento originario. Dopo l'indipendenza americana dalla Gran Bretagna, Boston ha continuato ad essere un importante porto e centro manifatturiero, così come un punto di riferimento per l'educazione e la cultura.
Molti college e università della zona fanno di Boston un centro d'istruzione superiore di rilevanza mondiale. Le basi dell'economia della città comprendono la finanza, servizi professionali ed economici e le attività di governo. La città ha uno dei costi della vita più alti degli Stati Uniti, sebbene rimanga ai vertici della classifica delle città più vivibili.

## Geografia fisica

### Territorio

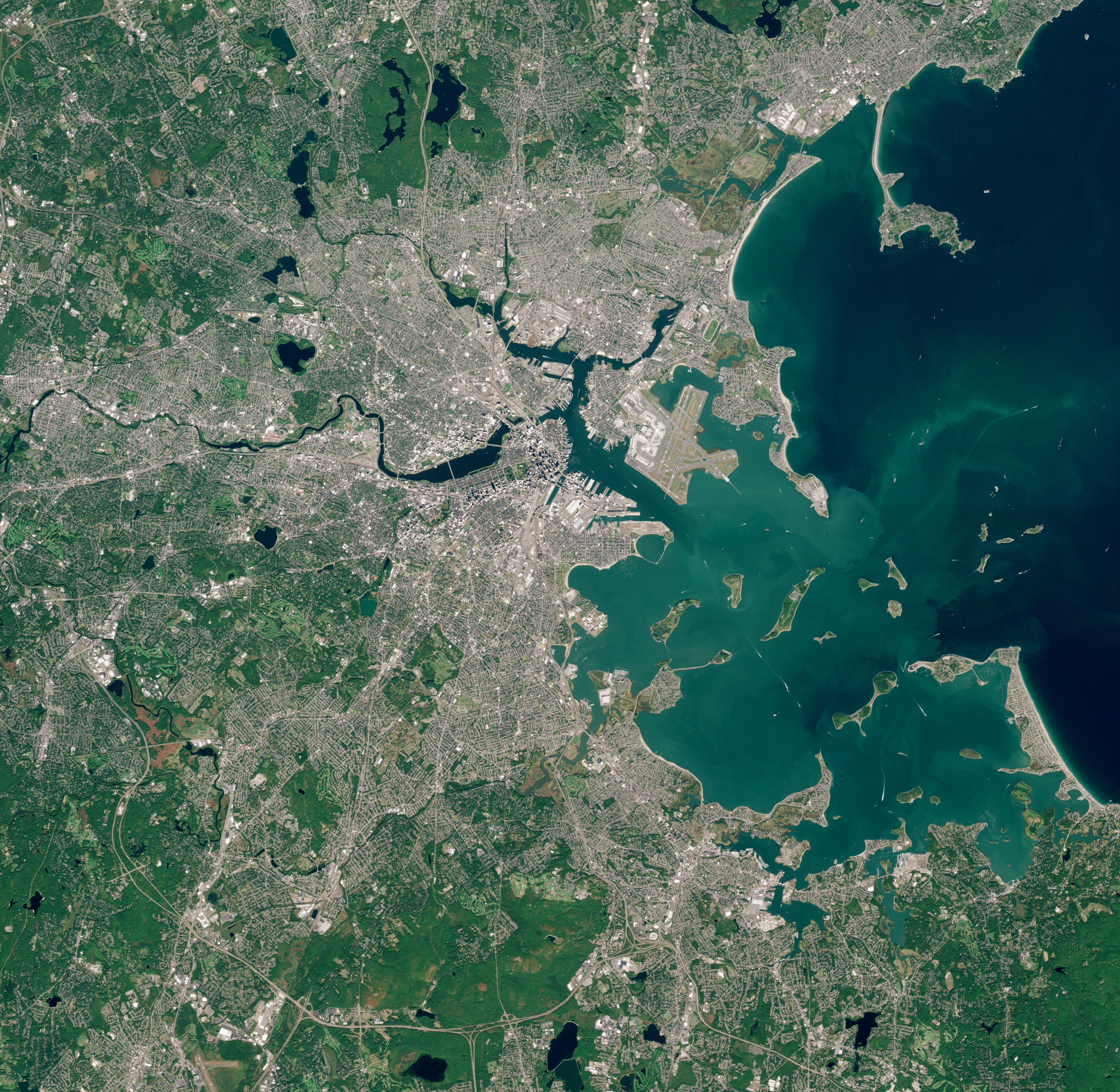
Boston vista dal satellite

Boston si affaccia sulla costa atlantica e sorge su una serie di penisole collegate tra loro da ponti e tunnel sottomarini. Con una superficie di 120 km², Boston si trova al quinto posto nella classifica delle aree metropolitane più grandi degli USA.
La città sorge alla confluenza dei fiumi Charles e Mystic e, dove questi sfociano nell'Atlantico, venne costruito il porto di Boston. Grazie al porto e al denso traffico generatosi, la città divenne presto un importante centro commerciale e marittimo.

### Clima
Secondo la nota classificazione climatica di Köppen, il clima di Boston appartiene alla fascia Cfa: quindi al clima temperato delle medie latitudini, con precipitazioni abbondanti in tutte le stagioni, cioè senza mesi poco o per nulla piovosi, ed estate molto calda. In realtà il clima della città può anche essere incluso nella fascia Dfa, climi freddi delle medie latitudini, che a differenza del Cfa ha un inverno con temperature più basse (valori medi del mese più freddo inferiori ai −3 °C). Del resto il mese più caldo dell'anno, luglio, ha una media assoluta (media tra le massime e le minime) intorno ai 22-23 °C e quindi, in base agli anni e alle stazioni meteo considerate, si può definire l'estate di Boston molto calda se supera i 22 °C (lettera " a " della classifica di Köppen) o semplicemente calda se non supera questo valore limite (lettera " b "). Quindi tutto dipende dalla stazione meteorologica presa in riferimento per la città e dal periodo considerato in esame. In effetti si può dire che la capitale del Massachusetts abbia un clima ibrido tra il Cf il Df con estate molto calda (Cfa-Dfa) o calda (Cfb-Dfb).
Secondo la stazione di Boston Logan Intl Ap riferita al trentennio 1961-1990 il mese più freddo è stato gennaio con una media delle massime e delle minime rispettivamente di +2,0 °C e −5,7 °C, mentre il mese più caldo è stato luglio con valori di +27,6 °C e +18,3 °C. La temperatura media assoluta dell'anno è stata di +10,7 °C. Le precipitazioni sono ben distribuite in tutte le stagioni e i mesi. Il totale medio annuo è risultato di 1054,3 mm, il mese più piovoso novembre con 107,1 mm, mentre luglio quello con meno precipitazioni, media di 72,1 mm. Dunque abbiamo un minimo relativo estivo e un massimo tra l'autunno e l'inverno.
Boston ha un clima tra il marittimo e il continentale. Infatti la zona costiera di quella regione può avere, secondo la direzione delle correnti prevalenti, un tempo dettato dall'Oceano Atlantico e quindi più mite nel periodo invernale e più fresco in quello estivo o un tempo governato dalle zone continentali del Nord America e di conseguenza più gelido in inverno e più caldo in estate. Queste circostanze climatiche fanno sì, come abbiamo visto sopra, che la differenza termica tra l'estate e l'inverno sia molto più marcata di quanto ci si dovrebbe aspettare in una città di mare.
I giorni con precipitazioni sono mediamente 126 ben distribuiti ogni mese. Tra novembre e aprile ci sono 97 giorni con temperature negative di cui tre con minime al di sotto dei −15 °C, mentre tra marzo e novembre si registrano 153 giorni con temperature dai 18 °C in su. Ogni anno cadono, tra novembre e aprile, 104 cm di neve (molto raramente è nevicato anche a ottobre e maggio). I giorni con temporali sono 16 concentrati soprattutto nella stagione estiva.
L'estate può registrare punte di caldo molto elevate (temperatura massima più alta registrata, +40,0 °C registrato il 4 luglio 1911) con sostenuti indici di umidità e questo avviene quando soffiano sulla città venti caldi dall'entroterra statunitense, ma anche valori decisamente più bassi grazie alla moderazione delle correnti orientali atlantiche. In questa stagione sono frequenti gli improvvisi acquazzoni (a volte veri e propri nubifragi) o violenti temporali che in poche ore possono scaricare decine di mm di piogge, anche accompagnati da grandine, che allagano la città. Frequenti anche le nebbie soprattutto lungo le zone più costiere.
Forse a Boston la stagione più suggestiva è l'autunno. Infatti questo è il periodo in cui la natura della Nuova Inghilterra, di cui il Massachusetts fa parte, dà spettacolo di sé con il suggestivo fenomeno del "fogliame autunnale", cioè quella incredibile trasformazione, dovuta alle prime gelate notturne, del colore delle foglie decidue di migliaia di km² di foreste (compresi gli alberi dei numerosi parchi della città) che in poche settimane si vestono di accesi e sfolgoranti tonalità pastello (in particolare il rosso vivo e il marrone). Questa è anche la stagione in cui sono ancora possibili i calori di un'estate che tarda ad andare via, il cosiddetto Indian summer (Estate indiana). Ma da queste parti la seconda parte dell'autunno è anche il periodo in cui iniziano a verificarsi le prime irruzioni gelide a causa di correnti nord-occidentali proveniente da un Canada sempre più freddo. Queste irruzioni, che generalmente iniziano a novembre, portano le prime nevicate sulla città.
L'inverno è molto freddo e nevoso e fenomeni come i blizzard, violente tempeste di vento e di neve che fanno precipitare le temperature di parecchi gradi sotto lo zero, o la pioggia sopraffusa hanno una certa frequenza. La temperatura più bassa registrata a Boston è stata di −27,8 °C il 9 febbraio 1934. Ovviamente anche nei mesi più freddi, quando le correnti provengono da Sud o dall'oceano, le precipitazioni possono essere sotto forma liquida. Le temperature medie delle minime dei mesi di dicembre, gennaio, febbraio e marzo sono negative.
La prima parte della primavera resta ancora rigida e spesso nevosa mentre nella seconda metà della stagione le temperature salgono velocemente e iniziano i primi calori pre-estivi. La formazione della nebbia in città è più probabile, a causa dello scontro tra l'acqua dell'Oceano ancora freddo e l'aria sempre più calda, tra la seconda parte della primavera e l'inizio dell'estate.
Occasionalmente tempeste di origine tropicale o veri e propri uragani caraibici possono minacciare la città.
| Boston              | Mesi | Mesi | Mesi | Mesi | Mesi | Mesi | Mesi | Mesi | Mesi | Mesi | Mesi  | Mesi | Stagioni | Stagioni | Stagioni | Stagioni | Anno    |
| Boston              | Gen  | Feb  | Mar  | Apr  | Mag  | Giu  | Lug  | Ago  | Set  | Ott  | Nov   | Dic  | Inv      | Pri      | Est      | Aut      | Anno    |
| ------------------- | ---- | ---- | ---- | ---- | ---- | ---- | ---- | ---- | ---- | ---- | ----- | ---- | -------- | -------- | -------- | -------- | ------- |
| T. max. media (°C)  | 2,5  | 3,7  | 7,9  | 13,4 | 19,3 | 24,8 | 27,9 | 26,7 | 22,5 | 16,6 | 11,0  | 5,4  | 3,9      | 13,5     | 26,5     | 16,7     | 15,1    |
| T. media (°C)       | −1,5 | −0,3 | 3,8  | 9,1  | 14,7 | 20,0 | 23,3 | 22,4 | 18,2 | 12,3 | 7,2   | 1,6  | −0,1     | 9,2      | 21,9     | 12,6     | 10,9    |
| T. min. media (°C)  | −5,5 | −4,3 | −0,3 | 4,7  | 10,1 | 15,2 | 18,6 | 18,1 | 13,8 | 8,0  | 3,3   | −2,3 | −4,0     | 4,8      | 17,3     | 8,4      | 6,6     |
| Precipitazioni (mm) | 99,6 | 83,8 | 97,8 | 91,4 | 82,3 | 81,8 | 77,7 | 85,6 | 88,1 | 96,3 | 101,1 | 94,7 | 278,1    | 271,5    | 245,1    | 285,5    | 1 080,2 |
| Giorni di pioggia   | 12   | 10   | 12   | 11   | 12   | 10   | 9    | 10   | 9    | 9    | 10    | 12   | 34       | 35       | 29       | 28       | 126     |
| Nevicate (cm)       | 33,8 | 28,7 | 20,3 | 2,8  | 0,0  | 0,0  | 0,0  | 0,0  | 0,0  | 0,0  | 3,6   | 17,0 | 79,5     | 23,1     | 0,0      | 3,6      | 106,2   |
| Giorni di neve      | 6,4  | 5,6  | 4,1  | 0,7  | 0,0  | 0,0  | 0,0  | 0,0  | 0,0  | 0,0  | 1,1   | 4,6  | 16,6     | 4,8      | 0,0      | 1,1      | 22,5    |

## Storia

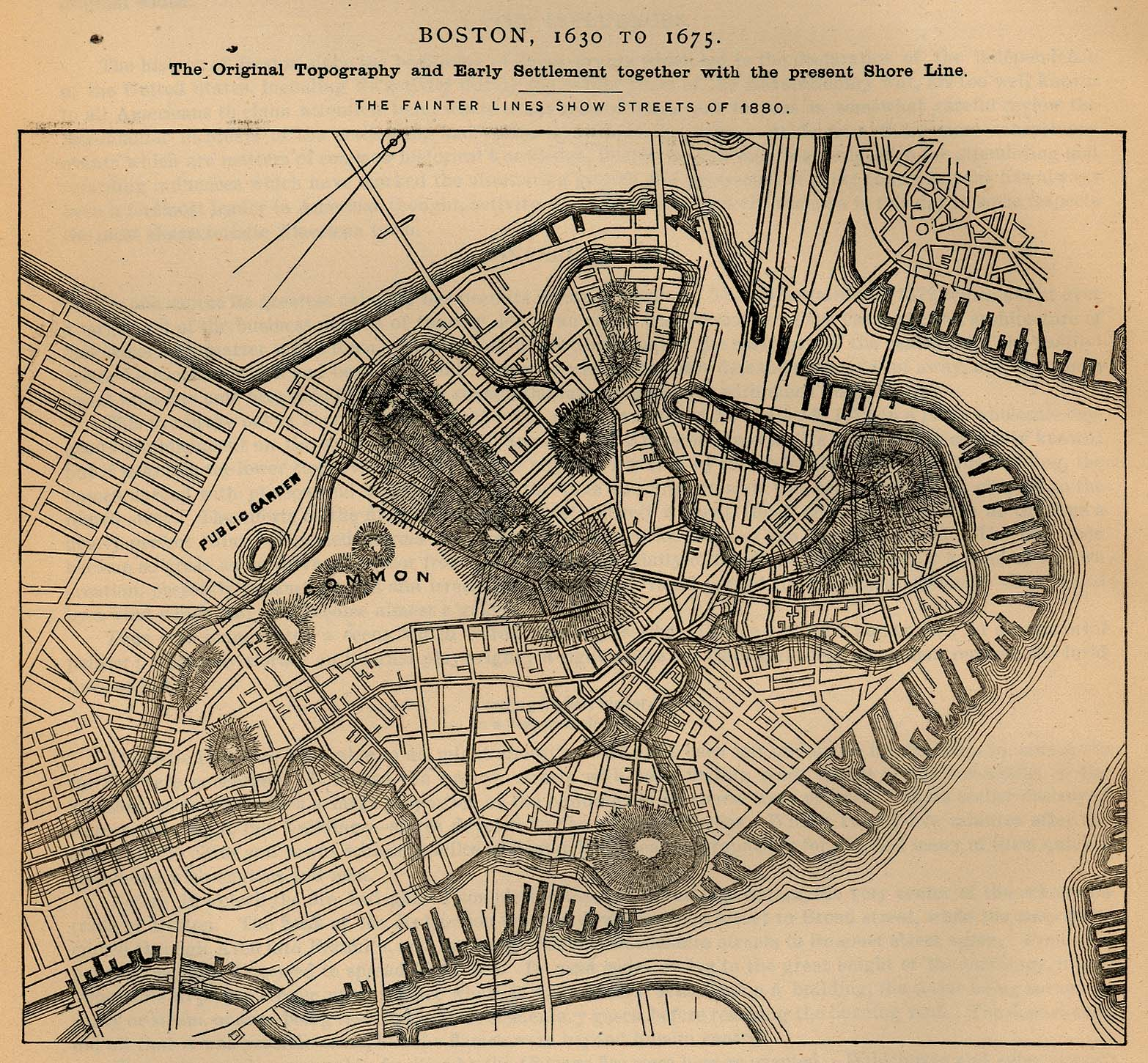
Boston 1630-1675.

Il nome originario della città era Trimountain, dai suoi tre colli, in seguito fu chiamata Boston dall'omonima città inglese.
Fu fondata nel 1630 dai coloni puritani inglesi, in fuga dalle persecuzioni della madrepatria e guidati da John Winthrop. Divenne colonia sei anni più tardi, nel 1636, con il nome di Massachusetts Bay.
Fu subito un centro culturale importante; nel 1634 fu fondata la Boston Latin School, ancora oggi un esclusivo liceo pubblico. Per i suoi laureati fu fondata nel 1636 l'Harvard University, famosa e prestigiosa università situata nella contigua Cambridge, la quale possiede il più grande patrimonio al mondo, ovvero circa 34 miliardi di dollari. Nel 1653 aprì a Boston la prima biblioteca pubblica e nel 1704 uscì il News-Letter, il primo giornale delle Tredici Colonie.
Boston ebbe sempre un ruolo importante nella storia del paese dai tempi delle colonie, ed è qui che ebbero origine le lotte per l'indipendenza.
Il Boston Tea Party passò alla storia come il primo atto di ribellione nei confronti dell'Inghilterra. Il governo britannico infatti nel 1773 affidò, con una sorta di monopolio, il commercio del tè alla Compagnia Inglese delle Indie Orientali, ma con le tasse imposte era decisamente più costoso rispetto a quello che proveniva direttamente dall'India. Il 16 dicembre 1773, un gruppo di appartenenti ai "Figli della Libertà", travestiti da nativi americani, assaltò nel porto di Boston tre navi della Compagnia delle Indie, e gettò in mare le casse di tè che erano stivate a bordo.
Verso la fine del XIX secolo lo sviluppo di altre città costiere e l'espansione verso ovest, nonché lo spostamento delle fabbriche verso il sud alla ricerca di manodopera a buon mercato, arrestarono l'espansione non solo di Boston ma di tutta la regione della Nuova Inghilterra. Sempre in questo periodo, in occasione della Grande carestia irlandese, arrivarono nella regione migliaia di immigrati irlandesi, che erano di religione cattolica, e che si stabilirono soprattutto a Boston. Mutarono così l'assetto etnico, religioso ed economico della città. I nuovi arrivati furono ben presto raggiunti da altri immigrati provenienti dall'Italia e dal Portogallo. L'immigrazione attuale proviene per lo più dall'America Latina (a Boston si trova la comunità brasiliana con la più grande concentrazione di tutti gli Stati Uniti) e dal Sud-est asiatico (Vietnam e Cambogia), tra le altre nazioni.

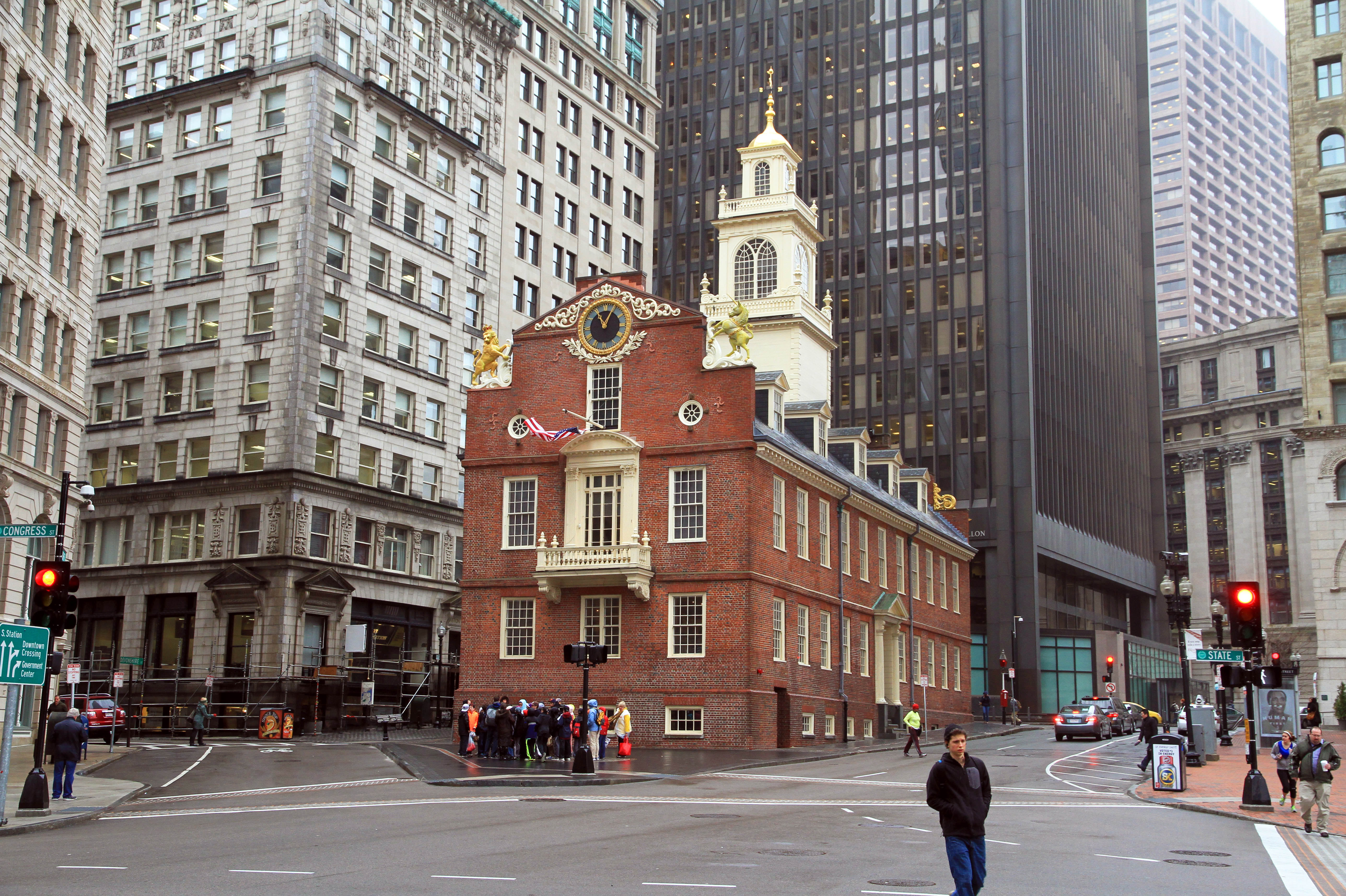
La Old State House di Boston.

Negli anni 1860 iniziò la costruzione della Cattedrale della Santa Croce, sede della arcidiocesi.
Nel 1919 la città fu sede di una delle più singolari catastrofi del XX secolo, quando in seguito alla rottura di un serbatoio di melassa numerose strade della città furono inondate da quel liquido viscoso. L'evento, che provocò la morte di 21 persone e il ferimento di 150 è passato alla storia come l'inondazione di melassa di Boston.
A East Boston, quartiere popolare della città, c'è un colle che si chiama Orient Heights e che fu la destinazione dei primi immigranti italiani (durante gli anni 1860), abruzzesi e avellinesi. Il centro statunitense dell'ordine Don Orione si trova a Orient Heights, con un santuario e una statua famosa della Madonna. Anche oggi Orient Heights è la zona di Boston più ricca di italofoni. Dopo Orient Heights, il North End è la zona che è più vicina al concetto di una "Piccola Italia", con molti ristoranti anche se recentemente la vita culinaria è diventata più variata e diffusa in tutta la città, soprattutto nei quartieri benestanti di Back Bay e del South End. Nonostante l'esistenza di zone con una certa concentrazione di italiani, oggi rimangono pochi emigrati italiani e la maggior parte degli italo-americani è già assimilata. Thomas Menino è stato il primo sindaco italo-americano della città, in carica dal 1993 al 2014.
Il 15 aprile 2013 un grave attentato colpì la città: due ordigni furono fatti esplodere nei pressi del traguardo della maratona cittadina, provocando 3 morti e oltre 200 feriti. Uno dei due attentatori, originari della Cecenia, venne ucciso durante un conflitto a fuoco dalla polizia il 19 aprile, mentre l'altro (suo fratello minore) fu arrestato il giorno seguente.

## Cultura
Boston ha occupato e tutt'oggi occupa un ruolo di primo piano nel panorama intellettuale, culturale e scientifico degli Stati Uniti. Nell'area metropolitana di Boston vi sono oltre 50 college e università (ricordiamo in particolare l'Università di Harvard e il Massachusetts Institute of Technology, che hanno sede nel sobborgo di Cambridge). Sono molti i centri di ricerca sia di tipo scientifico sia di tipo sociale, in gran parte a causa della presenza delle note università, così come gli eventi, i festival e le organizzazioni correlate al mondo dell'arte e della cultura.
Oggi molti nomi illustri nella storia politica e culturale degli Stati Uniti provengono da famiglie dell'alta borghesia liberale bostoniana. Nel passato l'area di Boston è stata al centro dei movimenti culturali più influenti degli Stati Uniti, come il Trascendentalismo di Ralph Waldo Emerson e David Henry Thoreau, attorno a cui si è sviluppata la grande letteratura e filosofia americana. La King's Chapel, a Boston, divenne nel 1785 la prima Chiesa unitariana nel nuovo mondo. La Christian Science o Cristianesimo scientista (letteralmente "Scienza cristiana") è un nuovo movimento religioso cristiano metafisico fondato nel 1879 a Boston da Mary Baker Eddy (1821-1910). Nel 1908, Mary Baker Eddy ha fondato anche il quotidiano statunitense The Christian Science Monitor. Anche il movimento per l'abolizione della schiavitù, negli anni precedenti e contemporanei alla guerra civile, aveva sede a Boston. Anche oggi lo spirito ribelle del popolo bostoniano si fa sentire nella politica degli USA.
Nel 2005 la Corte suprema dello Stato del Massachusetts ha approvato una legge a favore del matrimonio fra omosessuali, il primo Stato americano a riconoscere dette unioni.

### Istruzione
Dentro i confini della città di Boston hanno sede l'Università di Boston, la Northeastern University, la Suffolk University e la University of Massachusetts Boston.
La Boston Latin School, fondata nel 1635, è la più antica scuola superiore degli Stati Uniti. La scuola è uno dei principali "vivai" in cui si forma l'élite bostoniana, i cosiddetti Boston Brahmins. Il programma di studio segue le linee delle Latin schools del XVIII, che ponevano lo studio dei "classici" al centro dell'educazione. Lo studio del latino è ancora obbligatorio per quattro o tre anni, secondo la classe di ingresso nella scuola.

### Biblioteche e archivi

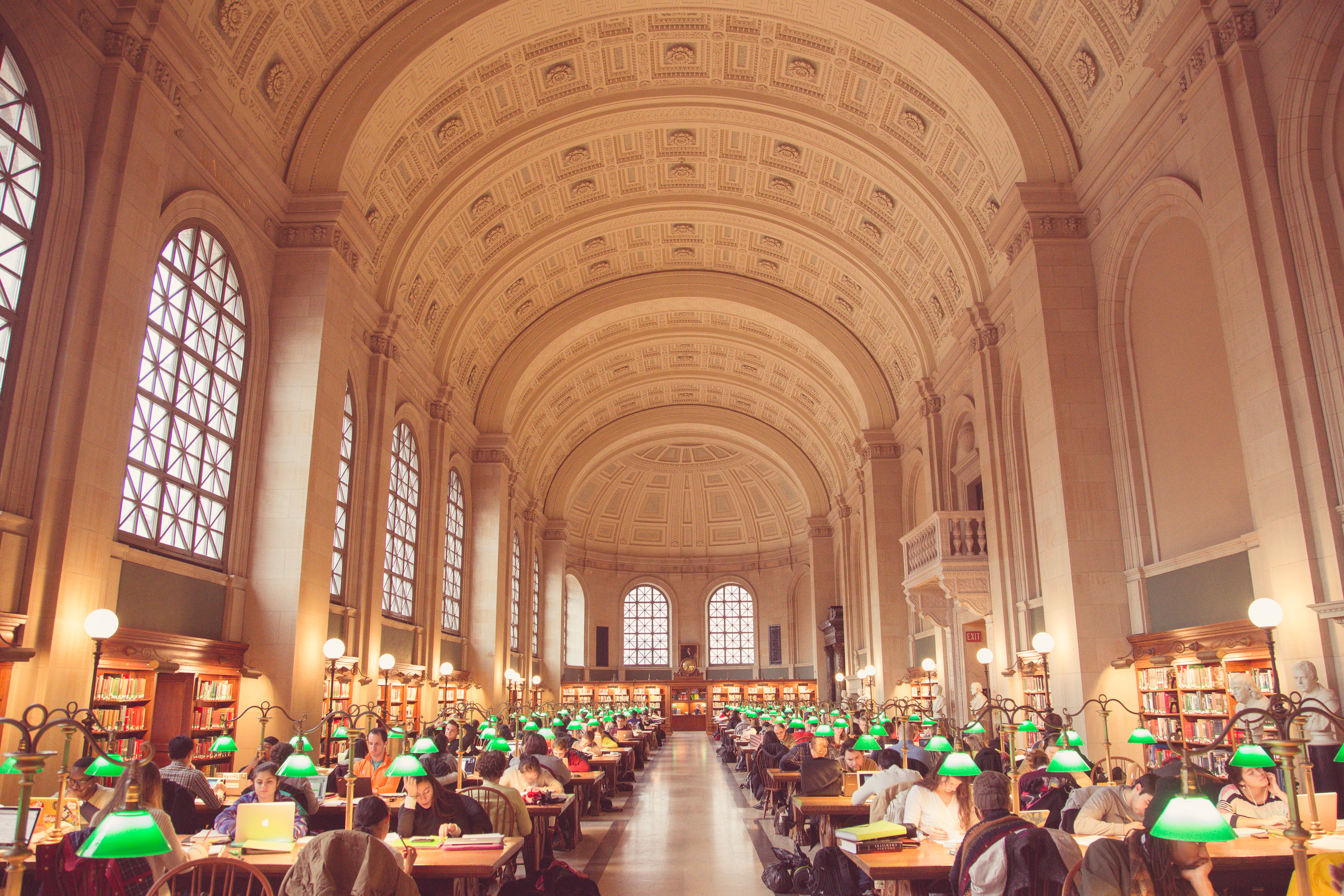
Boston Public Library Reading Room

La Boston Public Library, fondata nel 1848 è la biblioteca municipale pubblica di Boston. È stata la prima biblioteca aperta al grande pubblico negli Stati Uniti, e la prima biblioteca pubblica a permettere alle persone di prendere in prestito libri e altro materiale.
La John F. Kennedy Library è la biblioteca presidenziale dedicata a John Fitzgerald Kennedy, 35º Presidente degli Stati Uniti. Ospita numerosi documenti relativi alla presidenza Kennedy ed effetti personali appartenuti al Presidente.
Il Boston Athenæum e una delle più antiche biblioteche indipendenti degli Stati Uniti.
I Massachusetts Archives sono l'Archivio di Stato del Massachusetts e custodiscono molti documenti relativi all'epoca dell'indipendenza americana.

### Musei

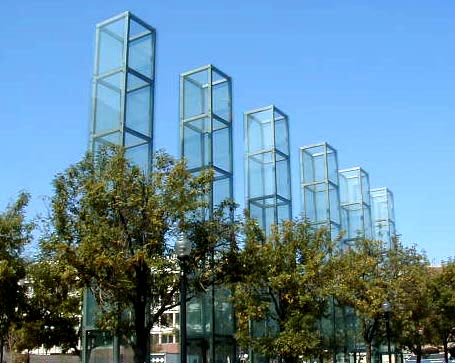
New England Holocaust Memorial

I maggiori musei di Boston sono il Museum of Fine Arts e l'Isabella Stewart Gardner Museum.
Altri musei sono il Museum of Science, il Boston Children's Museum e il New England Aquarium.
Il New England Holocaust Memorial, la cui creazione venne sostenuta dall'allora sindaco Raymond Flynn, pur non essendo formalmente un museo, ne svolge in parte la funzione mantenendo la memoria dell'Olocausto e dei liberatori dei campi di sterminio nazisti.
Nel 2011 è stato inaugurato il Museo dell'acquedotto di Chestnut Hill, ricavato in un edificio che era all'origine una stazione di pompaggio dell'acquedotto.

### Musica
La Symphony Hall è la più prestigiosa sala da concerto di Boston, e serve da sede principale alla Boston Symphony Orchestra e alla Boston Pops Orchestra.
La Boston Opera House è il teatro dell'opera cittadino, e a Boston è ambientata la vicenda dell'opera lirica Un ballo in maschera di Giuseppe Verdi del 1859.
A Boston ha sede il Berklee College of Music, fondato nel 1945, che è il più importante istituto universitario privato del mondo dedicato alla musica contemporanea, in particolare allo studio del jazz e della musica moderna americana,
A Boston si è formata la rock band Aerosmith nel 1970.
Boston è stata uno dei centri musicali più importanti per il rock underground negli anni ottanta e novanta. La cosiddetta "scena di Boston" includeva gruppi come Mission of Burma, Dinosaur Jr, Lemonheads e Buffalo Tom.
La Boston Lyric Opera (BLO) è una compagnia d'opera fondata nel 1976. La BLO è la compagnia d'opera più grande e longeva del New England. Impiega ogni anno quasi 350 artisti e professionisti creativi: cantanti, artigiani, macchinisti, costumisti e scenografi, molti dei quali sono membri della comunità di Boston.

### Charlestown
Il Bunker Hill Monument e la U.S.S. Constitution sono due delle destinazioni turistiche più popolari e si trovano nella zona più storica di Boston, Charlestown.

### Chinatown
A Boston si trova un antico quartiere cinese intorno a Beach Street.

## Popolazione
Secondo il censimento del 2010 la popolazione di Boston è composta per il 53,9% da bianchi, il 22,4% da neri, l'8,9% da asiatici, il 17,5% da ispanici e lo 0,2% da nativi americani.
Secondo le stime del 2000 la comunità di origine irlandese rappresenta il 15,8% della popolazione, quella di origine italiana l'8,3%, quella di origine tedesca il 4,1%, quella di origine inglese il 4,5% e quella caraibica il 6,4%. Vi è anche una sostanziale presenza di vietnamiti e dominicani immigrati in città di recente.

## Turismo
Boston è una città turisticamente rilevante. Dai musei alle gallerie d'arte, dalle vie di negozi ai parchi verdi, dai grattacieli alle case in mattoncini rossi di Back Bay e Beacon Hill, dai quartieri universitari del MIT, Harvard e Boston University fino al distretto finanziario.
La città vive due anime molto diverse tra l'inverno e l'estate. In primavera, sciolta la coltre di neve, Boston offre un'infinità di attrazioni, dai cinema all'aperto alle cene "al fresco".

## Infrastrutture e trasporti

### Aeroporti
La città è servita dall'Aeroporto Internazionale Logan collegato tramite due linee della metropolitana di Boston (la Blue Line e la Silver Line), grazie a una serie di stazioni che collegano i quattro terminal (Terminal A, B, C ed E).

### Mobilità urbana
La città è servita da una fitta rete di mezzi pubblici, tra cui linee autobus, filobus, metropolitane, ferroviarie e dal servizio di ferryboat, gestite dalla società MBTA (Massachusetts Bay Transportation Authority). Il servizio di trasporto pubblico collega inoltre la città all'intera area metropolitana di Boston.

#### Servizio ferroviario suburbano
Il servizio ferroviario suburbano denominato MBTA Commuter Rail collega le due principali stazioni della città, Boston Sud e Boston Nord, all'estesa area metropolitana cittadina. Si compone di 12 linee ed è gestito dalla Keolis per conto della MBTA.

#### Metropolitana

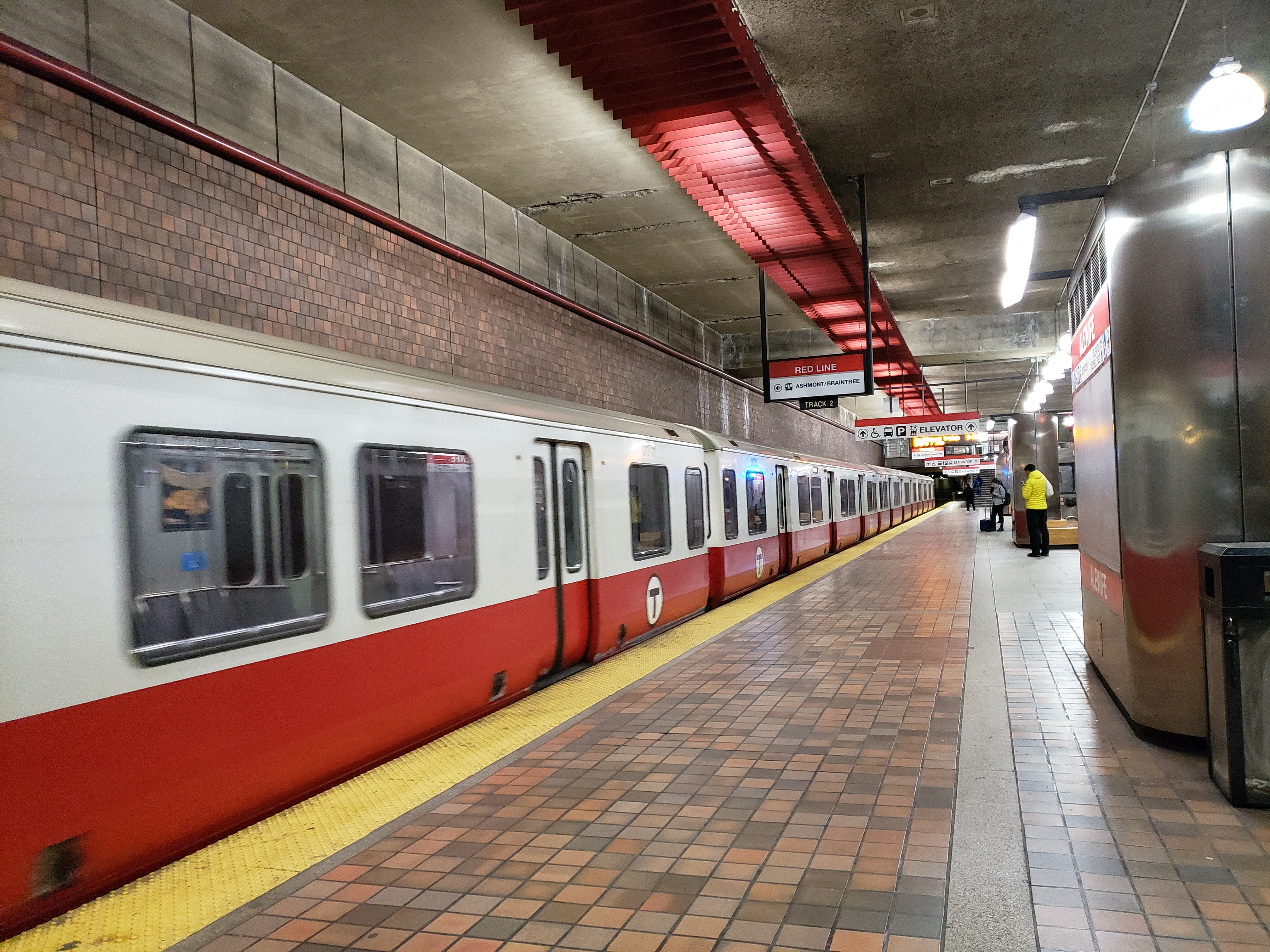
Treno della linea rossa della metropolitana

La metropolitana di Boston è una delle infrastrutture di trasporto pubblico tra le più importanti dello Stato del Massachusetts e degli Stati Uniti d'America. Nata alla fine dell'Ottocento, si è estesa e sviluppata durante tutto il Novecento. Il servizio è in funzione dalle 5:00 circa del mattino fino alle 00:30 della notte, gli orari differiscono a seconda della linea, le linee sono identificate da diversi colori (Rossa, Silver, Blu e Arancio). L'intero sistema di linee collega tra loro la città di Boston e i sobborghi vicini che costituiscono l'area metropolitana della città, tra cui Somerville, Malden e Revere a nord, Quincy e Braintree a sud.
Strettamente legate alla rete metropolitana sono le due linee metrotranviarie Verde e Ashmont-Mattapan, con la prima linea che serve il quartiere di Cambridge, sede della Harvard University e del Massachusetts Institute of Technology.

## Economia
Importanti aziende multinazionali come la Fidelity Investments, Boston Consulting Group e Bain Investments hanno la loro sede a Boston.
Grazie a un'economia basata sui servizi finanziari, sanitari e di ricerca nel campo della tecnologia, in particolare della biotecnologia, Boston è uno dei centri economici più importanti di tutti gli USA e si trova all'ottavo posto a livello mondiale in termini di PIL pro capite. È un importante centro commerciale e la terza delle città americane in termini di reddito pro capite dopo San Francisco e New York. È inoltre uno dei maggiori centri turistici della Nuova Inghilterra e vista la sua posizione geografica e i legami economici un importante porto d'ingresso e scalo da e verso l'Europa, con voli internazionali verso quasi tutte le principali capitali europee.
Il benessere della città e la scarsa disponibilità di abitazioni hanno anche portato una forte gentrificazione delle zone centrali, il che ha contribuito all'esodo dei cittadini di classe media verso le zone periferiche e addirittura di un'emigrazione dei propri cittadini verso altre regioni americane.
Nonostante la sua quinta posizione nei mercati americani Boston è un importante partner commerciale per l'Italia in diversi settori, in parte dovuto ai gusti del suo popolo piuttosto benestante. Per esempio nelle importazioni dei mobili italiani si trova sproporzionalmente al terzo posto rispetto alle altre città americane.
Perciò nel 2005 il governatore dello Stato del Massachusetts, Mitt Romney, e il presidente della Regione Lombardia, Roberto Formigoni, hanno siglato un accordo di intesa per stimolare la collaborazione tra aziende, istituzioni e ricercatori che operano nel settore delle biotecnologie e delle scienze mediche. Esiste una forte comunità di giovani ricercatori italiani nel settore universitario e privato.

## Amministrazione

### Gemellaggi

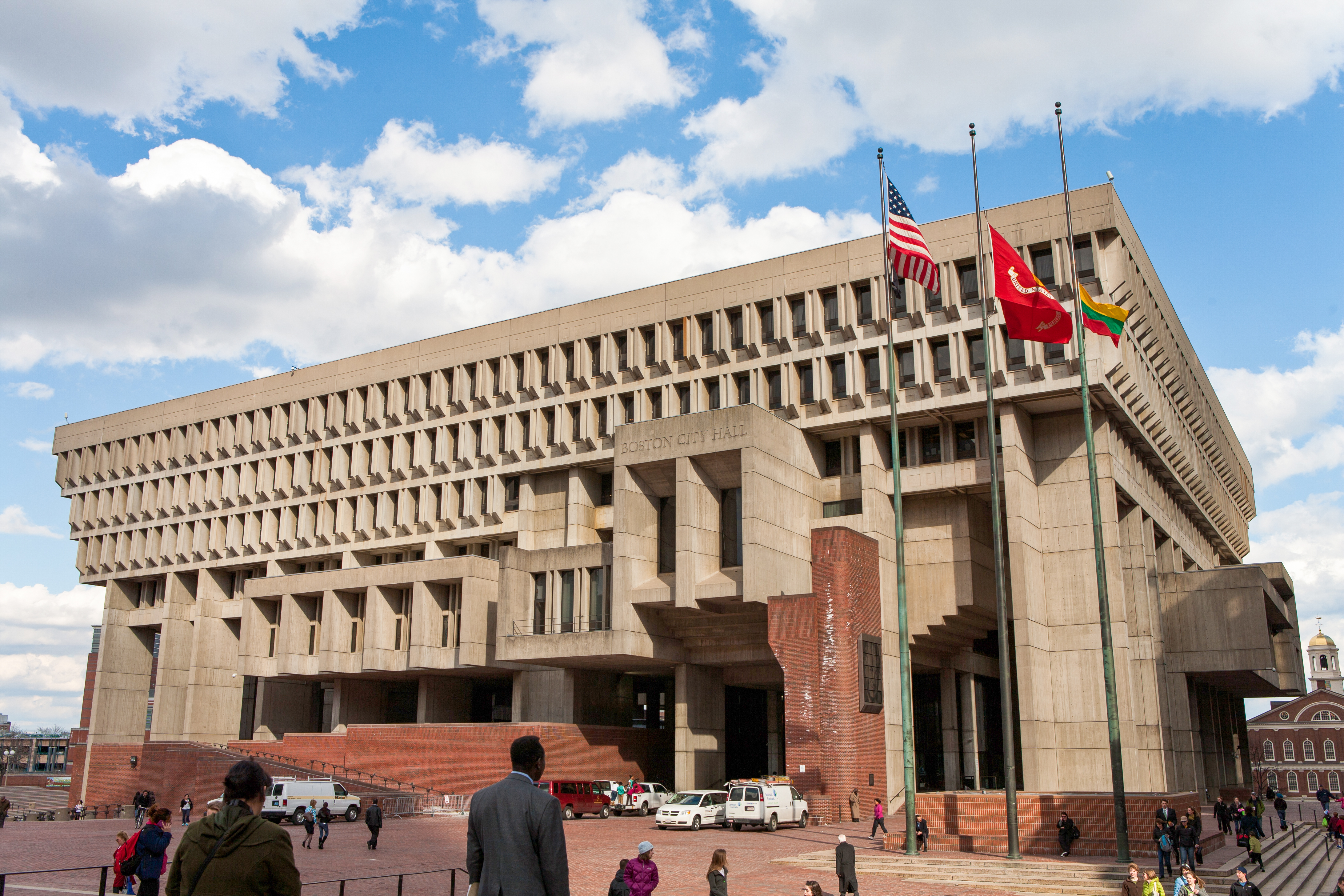
Municipio di Boston

Al 22 giugno 2011, Boston è gemellata con 8 città:
- Kyōto dal 1959
- Strasburgo dal 1960
- Barcellona dal 1980
- Hangzhou dal 1982
- Padova dal 1983
- Melbourne dal 1985
- Taipei dal 1996
- Sekondi-Takoradi dal 2001

## Sport
Ogni anno, fin dal 1897 e nel giorno del Patriots' Day, si tiene sulle strade cittadine la maratona di Boston, una delle più antiche e importanti corse podistiche al mondo.
Boston è rappresentata in tutte e quattro le leghe del Big Four (le quattro grandi leghe sportive professionistiche americane) con le seguenti franchigie:
- New England Patriots (NFL - football americano) giocano al Gillette Stadium di Foxborough
- Boston Red Sox (MLB - baseball) giocano al Fenway Park
- Boston Celtics (NBA - pallacanestro) giocano al TD Garden
- Boston Bruins (NHL - hockey su ghiaccio) giocano al TD Garden

Altre franchigie statali afferenti alle altre leghe sportive professionistiche sono:
- New England Revolution (MLS - calcio) giocano al Gillette Stadium
- New England Free Jacks (MLR -  Rugby)
- Boston Cannons, (MLL - lacrosse) giocano all'Harvard Stadium.